# Janez Strojanšek
Janez Strojanšek, slovenski pravnik, * ?.

## Odlikovanja in nagrade
Leta 2000 je prejel častni znak svobode Republike Slovenije z naslednjo utemeljitvijo: »za dolgoletno delo na področju javne uprave in posebej za prispevek k razvoju upravne stroke«.